# Gewandhaus (Düren)

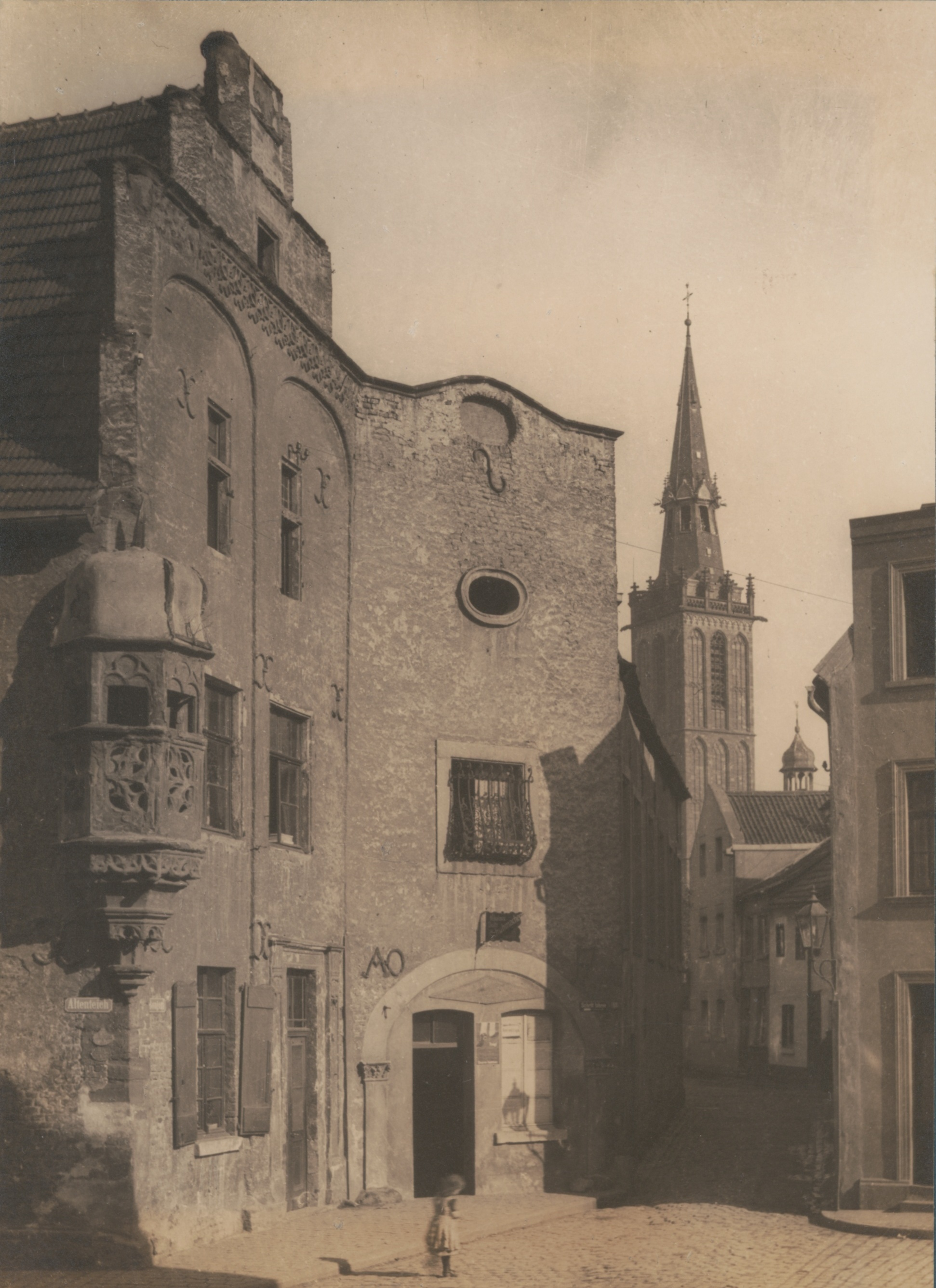
Das Erkerhaus (links) mit der alten Annakirche im Hintergrund

Gewandhaus war die falsche Bezeichnung für ein spätgotisches Erkerhauses an der nördlichen Seite des Bongard, Ecke „An der Kalle“ in Düren, Nordrhein-Westfalen. Es wurde Ende des 15./Anfang des 16. Jahrhunderts erbaut.
Das eigentliche Gewandhaus stand am Altenteich („up dem alden dyche“) in der heutigen Weierstraße Nr. 44.
Das zweigeschossige Erkerhaus zu acht Achsen zeigte auf der Giebelseite einen hohen Treppengiebel mit zwei Korbbogenlisenen und über den Bögen ein Maßwerkfries aus Sandstein. Bereits im Stadtplan von Wenzel Hollar (1607–1677) war das Haus dargestellt.
Die rechte Seite des Erkerhauses mit dem Eingang – vormals ein Korbbogentor – wurde 1715 angebaut und war ein zweigeschossiges Wohnhaus. Bei diesem Anbau ging der östliche Erker des Erkerhauses verloren (das Erkerhaus hatte vor 1715 zwei Erker, siehe auch Stadtansicht Wenzel Hollar 1634).
Obwohl Erkerhaus und Anbau unabhängig voneinander gebaut wurden, standen beide Häuser auf einer Parzelle, laut französischer Katasterkarte mit der Parzellennummer 679.
Am 15. Dezember 1904 kaufte die Stadt Düren das mittlerweile heruntergekommene Gebäude für 18.500 Mark und ließ es erst 1934 restaurieren. Beim Bombenangriff am 11. Juli 1941 blieben nur die Umfassungsmauern stehen, die dann dem großen Bombenangriff vom 16. November 1944 zum Opfer fielen. Das Haus wurde nie wieder aufgebaut.

## Die Eigentümer des Erkerhauses von 1507 bis 1944
Der erste bezeugte Besitzer Anno 1507 des Erkerhauses war Johann Kiphold, der die Rechte an einem Haus „Up der Kalle“ in Düren hatte. Das war das genannte Erkerhaus.
Fälschlicherweise wird sehr oft in der Literatur das Erkerhaus im späteren Altenteich Ecke Bongard Nr. 14 als Gewandhaus bezeichnet. Das Erkerhaus galt damals noch nicht als Gewandhaus. Erst 1920 glaubte August Schoop, in völliger Verkennung des Baubestandes, der topographischen Situation und selbst der wenigen Quellen, die er ermittelt hatte, das Erkerhaus und den Seitentrakt als Zunfthaus der Tuchmacher identifizieren zu können.
Zum besseren Verständnis der Zusammenhänge ist es notwendig, auf die alten Straßenbezeichnungen im Bereich der heutigen Straßenzüge Altenteich, Weierstraße und Peschstraße seit dem Mittelalter sowie auf die benutzten Quellen kurz einzugehen. Der heutige Bereich der Weierstraße von der Wallstraße (vormals hinter der Mauer) bis Ecke Victor-Gollancz-Straße (damals Gourthsgässchen, später Philippstraße) und von dort aus bis kurz vor der Einmündung Steinweg, hieß im Mittelalter „up dem ailden dische“. Und der Bereich vom Steinweg bis zur heutigen Stürtzstraße hieß up de kallen. Da das Gewandhaus in vielen Quellen vom 15. bis 19. Jahrhundert als up dem ailden dische gelegen bezeichnet wird, kann es schon allein wegen der Straßenbezeichnung nicht mit dem Erkerhaus identisch sein, das up de kallen lag. Denn es gibt für das Erkerhaus im 16. und 17. Jahrhundert viele Quellen, die ausdrücklich sagen, es liege up de kallen.
Da die Quellen seit der ersten Erwähnung des Gewandhauses im Jahre 1479 bis zum Ende des 18. Jahrhunderts, sehr reichlich fließen, darf man getrost und mit Sicherheit unterstellen, dass mit dem „Gewanthuys“ (Gewandhaus) immer ein Gebäude an ein und derselben Stelle gemeint ist. Die älteste bildliche Darstellung enthält der Stadtplan von Wenzel Hollar von 1634. Aus Quellen zwischen 1748 und 1835 geht hervor, dass das Gewandhaus up dem ailden dische, auf dem Altenteich (heute Weierstraße), liegt. Nebenher war das Gewandhaus kein Ort, wo Tücher oder Gewänder hergestellt wurden, sondern ein Messe- oder Lagerhaus und ein Versammlungsort der Tuchmacherzunft.

## Die Mieter des Gewandhauses von 1544 bis circa 1749.
Die Stadt Düren ließ 1544 und 1546 Reparaturen am Gewandhaus vornehmen, das heißt, sie hatte es gemietet. Der nächste bekannte Mieter wurde am 24. Juni 1560 Bernhard Lautebuch, Loutenboich, Luctenboich, der, teils offenbar durch Erbschaft, teils durch Kauf, in den Besitz des westlichen Nachbarhauses des Gewandhauses gelangt war. Die Miete betrug 20 Mark im Jahr und sollte nicht mit jedem Betrag – gemeint ist wohl die Erbrente von 10 Mark – verrechnet werden, der von Lauterbach von dem Gewandhaus zu zahlen war. Mit dem 1. November 1589 übernahm ein neuer Mieter für jährlich 22 Taler das Gewandhaus, Heinrich Herff, der als Heinrich Gerve bis 1605 in den Steuerbüchern steht. Der Mietvertrag wurde auf sechs Jahre terminiert. Mit Vertrag vom 22. April 1617 mietete Cyprian Johann Thomas auf sechs Jahre für jährlich 26 gemeine Taler zu je 12 Mark 4 Albus das Gewandhaus. Mietbeginn war der 30. November 1617. Der Vertrag wurde am 13. November 1623 auf weitere sechs Jahre verlängert. Bis einschließlich 1634 steht Cyprian Johann Thomas als Inhaber des Gewandhauses in den Steuerbüchern. Wie lange Cyprian und die Zunft es miteinander ausgehalten haben, weiß man nicht. Am 1. März 1655 zog jedenfalls Johann Peters, Bürger zu Düren und Mitzunftsgenosse, als neuer Mieter ein.
Am 1. März 1657 mietete Adolf Vetweiß und seine Frau Margarete Schulß für jährlich 24 Taler das Haus. Manche der nächsten Mieter waren, wie vordem vielfach schon, Zunftmitglieder. Ihre Namen erfährt man aus den schon genannten Steuerbüchern. 1668 bis 1673 bewohnte Peter Bein, von Beruf Leinenfärber, das Gewandhaus.
1682 bis 1693 Adam Beutgen. Er wohnte im Haupthaus und im Hinterhaus. Von 1707 bis 1737 war der Mieter des Gewandhauses der Wollspinner Peter Dedie (Dety).
Zwischen dem 13. November 1742 und dem 14. Februar 1749 hat Arnold Dety das Gewandhaus von der Zunft gekauft, wahrscheinlich Ende Januar 1749. Die Gewandzunft war in den ersten Jahrzehnten des 18. Jahrhunderts in immer größeren werdende finanzielle Schwierigkeiten geraten. Am 21. September 1731 nahm sie bei den Provisoren der Reformierten Gemeinde zu Jülich 100 Reichstaler auf, am 23. Januar 1740 bei Hermann Leunenschloß in Düren 1000 Reichstaler. In beiden Fällen (1731) wird ausdrücklich von einem Haus „up dem ailden dische“ neben Bürgermeister Friderichs gelegene Gewandbehausung gesprochen.
Vom 13. November 1742 existiert noch ein Beleg für Reparaturarbeiten am Gewandhaus, die von der Zunft bezahlt wurde. Arnold Dety war damals schon Eigentümer, denn am 31. Januar 1749 lieh er sich bei den Dürener Heilig-Geisthaus-Armen 200 Reichstaler, für deren Rückzahlung er das Haus verpfändete. Am 23. Januar 1773 belastete seine Witwe und seine Kinder das Haus zugunsten des Kaufhändlers Johann Wilhelm Nierhoff mit weiteren 100 Reichstalern a 80 Albus, verzinsbar mit 5 %. Am 22. März 1779 mussten sie und die Kinder wegen drückender Schuldlast: Zitat: „ihre auf dem alten Teich einer seit Schreinermeister Voissen anderseits der Peschgaßen (die heutige Günther-Peill-Straße) gelegene Behausung dem Blaufärber Gottfried Kuckertz und dessen Frau Maria Agatha Fuß für 550 Reichstaler auf 29 Jahre in Versatz geben. Mit dem Geld wurden die Gläubiger befriedigt. Im Versatzvertrag heißt es unter anderem: Auf (dieser) Behausung (ist) die Gewandzunft ihre zu halten berechtigt.“
Was ist nun ein Versatz? Der Versatz des Dürener Rechts ist eine Leiheform ähnlich dem Kölner Wetschatz: Der Eigentümer eines unbebauten oder bebauten Grundstücks gab dieses auf eine vereinbarte Anzahl von Jahren einem anderen zur ausschließlichen Nutzung und erhielt dafür eine einmalige Zahlung. Nach Ablauf der Versatzjahre musste der Versatzgeber den Betrag der einmaligen Zahlung an den Versatznehmer zurückzahlen. Unterblieb diese Rückzahlung, wurde der Versatznehmer Eigentümer des Hauses oder Grundstücks.
Bis 1804 oder 1805 wohnte Kuckertz mit seiner Frau und Kindern im Gewandhaus und zog dann in das kleine Neben- oder Hinterhaus um. In das Gewandhaus zog 1804 oder 1805 Johann Peter Daniels mit Anhang, mit ziemlicher Sicherheit war er nur Mieter und nicht Eigentümer. Als Eigentümer des ganzen Grundstücks mit der damaligen Parzellen-Nr. 244 steht nämlich Geofrod Kuckartz im französischen Kataster von 1810. Sein Name ist durchgestrichen und durch den eines neuen Eigentümers ersetzt: Reiner Mirbach, Boulanger a Duren. 1860 wurde die Parzellen-Nr. 244 des französischen Katasters in zwei neue Parzellen-Nummern umgewandelt: Nr. 143 für den zum Altenteich hin gelegen, Nr. 144 für den dahinter in der Peschstraße liegenden Teil des Grundstücks. Beide Parzellen, 143 und 144, wurden nach dem Zweiten Weltkrieg in dem neuen Flur 53 zur Parzelle 135 vereinigt und das Grundstück bekam die Hausnummer Weierstraße 44. Eigentümer war damals Hubert Josef Ganser in Mariaweiler. Von 1882 bis 1912 stehen die Geschwister Jansen „Spezerei- und Manufakturwaren-Handlung“ bzw. „Kolonial- und Manufakturwaren-Handlung“, als Eigentümer in den Dürener Adressbüchern und im Fluchtlinienplan.
In das „Gebäudebuch des Gemeindebezirks Düren“ des Katasteramtes wurden seit 1910 unter der Rollennummer 563 als Eigentümer eingetragen (Parzelle 143: 111 m², Parzelle 144: 75 m²). 1910 ein Vollenstuck (? Name unleserlich), Karl, Schlosser, Ehefrau Josefa geb. Janser, und vier Geschwister. 1922: Janser, Wilhelm, Rentner in Mariaweiler, und Esser, Heinrich, Mittelschullehrer, Ehefrau Josefine geb. Jansen in Düsseldorf-Oberkassel, zu je ½. – 1927 Breschinsky, Bernhard, Kaufmann, und Ehefrau Emilie geb. Orenstein. 1935: Albert, Gustav, Senior, Graveur, und Ehefrau Viktoria geb. Helzel zu je ½. 1955: Albert, Rudolf, Kaufmann, und Albert, Josef Kaufmann, Zehnthofstraße 6 in Düren. Nach dem Adressbuch von 1932/33 bewohnte der Eigentümer Breschinsky das Haus, in dem sich damals unter der Firma H. Wertheim & Co. auch eine Schuh- und Lederhandlung befand. Wohl nach dem Eigentumswechsel richtete Gustav Albert sen. darin ein Geschäft für „Kristall, Glas, Porzellan“ (Adressbuch 1936/37) ein, das bei einem Flugzeugangriff in den ersten Stunden des 11. Juli 1941, ebenso wie die Häuser Weierstraße 68–70 auf der derselben Straßenseite, zerstört wurde. An der Stelle des Gewandhauses erbauten die Brüder Josef und Rudolf Albert 1956/57 das heutige Wohnhaus in der Weierstraße 44. Die Familie Albert ist bis heute Eigentümerin des Hauses.